# Eupholidoptera anatolica
Eupholidoptera anatolica is een rechtvleugelig insect uit de familie sabelsprinkhanen (Tettigoniidae). De wetenschappelijke naam van deze soort is voor het eerst geldig gepubliceerd in 1930 door Willy Adolf Theodor Ramme.